# Euphorbia correllii
Euphorbia correllii är en törelväxtart som beskrevs av Marshall Conring Johnston. Euphorbia correllii ingår i släktet törlar, och familjen törelväxter. Inga underarter finns listade i Catalogue of Life.